# Claude Jade
Pour les articles homonymes, voir Jade (homonymie).
Claude Jade est une actrice française, née le 8 octobre 1948 à Dijon (Côte-d'Or) et morte le 1er décembre 2006 à Boulogne-Billancourt (Hauts-de-Seine),.
Elle devient célèbre en incarnant Christine Darbon dans le cycle de films de François Truffaut : Baisers volés (1968), Domicile conjugal (1970) et L'Amour en fuite (1978). Truffaut fait d'elle la « petite fiancée du cinéma français ».
D’autres rôles contribuent à sa popularité : Manette dans Mon oncle Benjamin et Véronique d'Hergemont dans le feuilleton L'Île aux trente cercueils. Claude Jade joue également dans des films américains (L'Étau d'Alfred Hitchcock), belges, japonais, allemands, italiens ou encore soviétiques.
Parallèlement au cinéma, Claude Jade continue à jouer au théâtre à Paris, Lyon, Dijon et Nantes, notamment chez Jean Meyer, Jacques Mauclair et André Barsacq. Elle a également été l'actrice principale du premier feuilleton quotidien français Cap des Pins (1998-2000).
En 2006, elle interprète son dernier rôle au théâtre dans Célimène et le Cardinal.

## Biographie

### Enfance et débuts
Issue d'une famille d'universitaires protestants, Claude Marcelle Jorré naît le 8 octobre 1948 à Dijon (Côte-d'Or). Ses parents, Marcel Jorré et Marcelle Schneider, fille du peintre Émile Schneider, sont enseignants.
Elle obtient l'autorisation de se présenter au concours d'entrée au conservatoire de Dijon en septembre 1963 alors qu'elle n'a pas 15 ans et est reçue première, grâce à son interprétation de la fable de La Fontaine Le Coq et le Renard et du poème de Paul Verlaine Après trois ans. À partir de cette date, elle conjugue études classiques et théâtre.
À l'été 1965 (elle a bientôt 17 ans et est encore élève au lycée et au conservatoire de Dijon), alors qu'elle est en vacances avec ses parents, elle est contactée par son cousin Guy Jorré, réalisateur à la télévision, pour jouer un petit rôle dans un téléfilm : « C'est ainsi que, à distance, j'ai été engagée pour tourner une journée, le rôle de Mlle Lily dans Le Crime de la rue de Chantilly. »[réf. nécessaire]
À l'automne 1966, le bac et un 1er prix de comédie en poche, elle s'installe à Paris et devient l'élève de Jean-Laurent Cochet dont elle suit les cours pendant plus d'un an au théâtre Édouard-VII. À cette époque, Jean-Laurent Cochet est secondé par d'autres professeurs : Béatrix Dussane donne, une matinée par semaine, des cours de poésie, Odette Laure des cours d'expression corporelle et de yoga, et Mary Marquet enseigne la poésie.
Dans les années 1960, la télévision devient un moyen pour beaucoup de jeunes comédiens de débuter ou d'accéder au cinéma, voire au théâtre. C'est le cas de Claude Jade qui, alors qu'elle n'est élève chez Jean-Laurent Cochet que depuis deux mois et avant même de jouer au théâtre, tourne dans les séries La Prunelle (1966-1967) puis Allô Police (1967) où, comme elle le dit, elle fait surtout « partie du décor », même si elle a un peu de texte. Elle-même est surprise par ce départ si rapide : « Je me suis donné trois ans pour faire quelque chose, pas trois mois. »[réf. nécessaire]. Claude Jorré devient alors Claude Jade, tout simplement en consultant un dictionnaire à la lettre J : « C'est doux Jade, la sonorité me plaît […] en prononçant ce nom, on est sûr qu’il s'agit d'une femme… »[réf. nécessaire]

### Truffaut
En juin 1967, elle est engagée au Théâtre moderne par l'acteur et metteur en scène Sacha Pitoëff pour jouer le rôle de Frida dans Henri IV de Luigi Pirandello. François Truffaut la découvre (« Danielle Darrieux à ses débuts » dira-t-il[réf. nécessaire]) et lui propose le rôle de Christine Darbon dans son film Baisers volés, qu'il tourne de janvier à avril 1968.
Premier des trois films qu'elle tourne avec Truffaut, Baisers volés reçoit à sa sortie une avalanche de récompenses : Grand prix du cinéma français, prix Louis-Delluc, prix Méliès, prix Fémina belge, prix du British Film Institute et prix de la Hollywood Foreign Press Association. Il est sélectionné pour représenter la France à l'Oscar du meilleur film étranger 1969 et marque le début de l'idylle entre l'actrice et le cinéaste.
Truffaut, à qui elle doit le surnom de « petite fiancée du cinéma français », songe à l'épouser, et demande très cérémonieusement sa main à ses parents, mais revient sur sa décision au dernier moment.

François Truffaut et Claude Jade en avril 1979, avant-première de leur troisième film en commun L'Amour en fuite.

Elle lui pardonne et ils deviennent d'indéfectibles amis. Claude Jade, qui représente aux yeux de la critique la pureté, la grâce, le naturel et la simplicité, devient célèbre du jour au lendemain. Louis Chauvet écrit dans Le Figaro : « La titulaire du premier rôle féminin, Claude Jade, ajoute un charme à l’intrigue. Démarche souple et gracieuse dont se fût enchanté Valery Larbaud. Parler naturel, verbe fluide. On ne peut prévoir encore comment évoluera la comédienne, mais on apprécie la joliesse d’une présence. Enfin, Claude Jade traduit bien la curiosité secrète, un peu taquine, qu’une jeune fille en fleur peut éprouver à l’égard d’un si déconcertant soupirant. »
Courtisé par Antoine Doinel (Jean-Pierre Léaud) dans Baisers volés, son personnage sage et naïf change et évolue au fur et à mesure que les épisodes passent vers plus de gravité et d'amertume : épouse douce et amère dans Domicile conjugal (1970) et ex-femme indépendante et déterminée dans L'Amour en fuite (1978).
En 1971 pour Une belle fille comme moi, Truffaut propose à son co-scénariste Jean-Loup Dabadie de confier à Claude Jade le rôle de Camille Bliss. Mais le scénariste la trouve trop jeune et c'est finalement Bernadette Lafont, de dix ans son aînée, qui est choisie. Hormis le « cycle Doinel », elle ne tourne pas d'autre film avec Truffaut et dira : « Je crois qu'au fond, il n'avait pas envie de me sortir du tiroir Doinel… ».

### Hitchcock

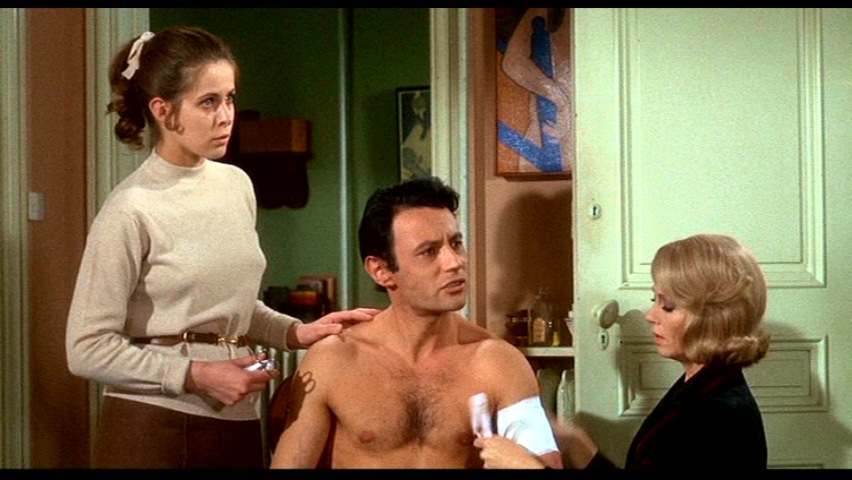
Claude Jade, Michel Subor et Dany Robin dans L'Étau (1969) d'Alfred Hitchcock.

En 1968, Alfred Hitchcock s'apprête à tourner une superproduction américaine, dont une partie de la distribution doit être française. Claude Jade raconte que François Truffaut, qui trouve que « Claude Jade pourrait être la fille clandestine de Grace Kelly » tant la ressemblance est grande, l'a mise en rapport avec lui : « Mes parents étant anglicistes, je n'avais aucun problème pour m'exprimer en anglais. » Hitchcock demande à la rencontrer à Paris : « Il trouva que j'avais l'accent britannique […] Il était fidèle à un certain type de femme, et ça a aussi joué en ma faveur »[réf. nécessaire].
Deux jours plus tard, elle est engagée officiellement et le 8 octobre 1968, Claude Jade commence le tournage de L'Étau (titre anglais : Topaz), dans lequel elle incarne Michèle Picard, fille d'un agent secret (Frederick Stafford). Les autres acteurs français engagés dans ce film sont Dany Robin, Michel Subor, Michel Piccoli et Philippe Noiret.
Après L'Étau, Claude Jade revoit Alfred Hitchcock le 25 septembre 1969 à Paris lorsque celui-ci est décoré de l'ordre des Arts et des Lettres et reste en relation épistolaire avec lui. Les réponses d'Hitchcock à ses lettres sont toujours étonnantes, parfois déroutantes mais toujours pleines d'humour, telle cette réponse à une carte d'Australie : « Chère Claude… Avez-vous sauté dans la poche d'un kangourou pour faire le tour de ville ? Si c'est le cas, vous avez dû avoir une promenade très cahotante. Affectueusement, Hitch » ; ou en réponse à son faire-part de mariage en 1972 : « Chère Claude, mes plus chaleureuses félicitations à l'occasion de votre mariage dont le faire-part vient de me parvenir. Efforcez-vous d'être le plus fidèle possible à votre mari. Cordialement, Hitch. »[réf. nécessaire]
« Je crois qu'au fond il m'aimait bien »[réf. nécessaire] dit-elle. Elle le rencontre pour la dernière fois au Festival de Cannes en 1975. Malgré la « chance extraordinaire » d'avoir pu tourner avec Hitchcock, Claude Jade reconnaît plus tard n'avoir pas su profiter de cette rencontre professionnelle, comme elle l'aurait fait si elle avait eu davantage de métier et d'expérience[réf. nécessaire].

### Les années 1970
Outre Hitchcock et Truffaut, Claude Jade attire l'attention de nombreux réalisateurs comme André Hunebelle qui l'engage dans Sous le signe de Monte-Cristo (1968), une version contemporaine très librement adaptée de l'œuvre d'Alexandre Dumas avec notamment Pierre Brasseur, Raymond Pellegrin, Michel Auclair et la jeune Anny Duperey. De l'aveu même de Claude Jade, ce film est « complètement raté ».
Début 1969, elle tourne sous la direction d'Édouard Molinaro le rôle de Manette, la fiancée de Jacques Brel dans Mon oncle Benjamin, avec, entre autres, Rosy Varte, Bernard Blier et Alfred Adam. Le scénario du film est adapté du roman de Claude Tillier, pamphlétaire bourguignon du XIXe siècle. Le film est tourné en Bourgogne (la région natale de Claude Jade), à Vézelay et aux environs de Corbigny.
En 1972, elle est Laura, fille de notaire (Jean Rochefort) et étudiante en médecine confrontée à une mère suffragette extravagante (Annie Girardot) dans Les Feux de la Chandeleur de Serge Korber. Pour Denys de La Patellière, elle joue la pure Françoise aux côtés de Robert Hossein dans Prêtres interdits (1973). Dans Le Pion (1978) de Christian Gion, elle donne la réplique à Henri Guybet : elle est Dominique Benech, la voisine du pion et mère esseulée d'un de ses élèves, qui nourrit à son égard de tendres sentiments.
Si la plupart du temps elle joue les « jeunes femmes sages », elle interprète aussi quelques « garces » : dans Le Bateau sur l'herbe (1970) de Gérard Brach, elle est Éléonore, une jeune fille « odieuse » entre deux amis (Jean-Pierre Cassel et John McEnery) ; dans Le Malin plaisir (1974) de Bernard Toublanc-Michel, Julie, une jolie femme sans scrupules, qui séduit dans son « nid de serpent » un écrivain (Jacques Weber). Avec Chantal Goya et Nicole Jamet, elle forme un trio de filles qui draguent les garçons dans Trop c'est trop (1975) de Didier Kaminka.

### Vedette internationale
À la suite de L'Étau, Universal Pictures offre à Claude Jade un contrat exclusif de sept ans qu'elle refuse, car elle ne veut pas perdre sa liberté et supporter la contrainte de ne travailler que pour les Américains : « Je suis Française, je tenais à pouvoir jouer dans ma langue et à vivre chez moi, auprès de ceux que j’aime. J'ai donc refusé. »[réf. nécessaire]
Le studio lui propose alors un contrat sans exclusivité, par lequel elle ne doit être à la disposition que pour un film par an, sur une durée de sept ans. Mais le contrat est annulé, faute de propositions et à la suite d'une crise financière chez Universal, tout comme ceux de Katharine Ross, Joanna Shimkus et Tina Aumont. L’expérience américaine de Claude Jade demeure unique : Tony Richardson l’engage pour jouer Romola de Pulszky, femme de Vaslav Nijinski (Rudolf Noureev), dans Nijinsky's Life, écrit par Edward Albee et produit par Albert R. Broccoli et Harry Saltzman, mais le projet n’aboutit pas.
La célébrité acquise grâce au film d'Hitchcock lui ouvre néanmoins une carrière internationale : aux États-Unis, en Union soviétique, au Japon, en Allemagne, en Italie et en Belgique.
En 1969, elle tourne en Belgique dans Le Témoin de la réalisatrice Anne Walter ; en 1972, dans La Fête à Jules (Home Sweet Home) de Benoît Lamy, elle est Claire, une infirmière autoritaire, qui s’humanise au contact d'un jeune assistant social, interprété par Jacques Perrin. En 1976, elle tient le double rôle d'Anne et de Juliette dans Le Choix de Jacques Faber.
Elle tourne trois films en Italie : Number One (1973) de Gianni Buffardi, Meurtres à Rome (1974) de Germán Lorente, dans lequel elle retrouve Frederick Stafford dont elle est cette fois la maîtresse, et Caresses bourgeoises (1977) d’Eriprando Visconti où elle incarne Maria Térésa, jeune femme mal mariée à un homme impuissant. Dans les années 1980, elle tourne également les quatre épisodes (chacun de cinquante-cinq minutes) du feuilleton télévisé Ma fille, mes femmes et moi (Voglia di volare), au côté de Gianni Morandi.
Au Japon, elle interprète dans la langue locale le rôle de sœur Marie-Thérèse, une missionnaire suisse, dans Le Cap du nord de Kei Kumai (1975).
Pendant les années 1980, à Moscou, elle est à l’affiche de deux films soviétiques : Téhéran 43 (1981) et Lénine à Paris (1981).

### La télévision
Claude Jade tourne dès ses débuts beaucoup pour la télévision. Elle décroche son premier rôle marquant dans le feuilleton Les Oiseaux rares (tourné en 1967 et diffusé en 1969) de Jean Dewever, dans lequel elle joue Sylvie Massonneau, une des cinq filles d'Anna Gaylor et Guy Saint-Jean.
Après son passage dans la compagnie Pitoëff, puis sa rencontre avec Truffaut, les rôles et les engagements deviennent plus nombreux et surtout plus intéressants. Elle tourne la série télévisée Mauregard (diffusée en 1970) produite par Claude de Givray, co-scénariste de Baisers volés, qui connaît de sérieux retard, à la suite des événements de Mai 68. Elle y joue l’orpheline Françoise, mariée à Maxence (Richard Leduc).
Truffaut lui dit en plaisantant : « Avec tes grands yeux bleus, tu pourrais jouer Les Deux Orphelines à toi toute seule. »[réf. nécessaire]
En 1969, Jean-Christophe Averty lui confie, pour les fêtes de Noël, le rôle d'Héléna dans le téléfilm Le Songe d'une nuit d'été d’après Shakespeare qu'il a lui-même traduit. Fin 1971, elle joue le rôle-titre dans une féerie prévue pour le 31 décembre : Shéhérazade de Jules Supervielle, réalisée par Pierre Badel. En 1973, c'est Le Château perdu de François Chatel, où elle joue le rôle de Louise de La Vallière, la jeune favorite de Louis XIV. Elle enchaîne la même année avec le téléfilm de Philippe Arnal La Mandragore, d’après la pièce de Machiavel, où elle incarne la belle Lucrèce, coiffée de la même résille créée spécialement pour Liz Taylor dans La Mégère apprivoisée[réf. nécessaire]. Puis ce sont, entre autres, les rôles d’Hélène, jeune femme sans scrupules, dans Malaventure (1974), de Penny Vanderwood dans Les Robots pensants (1975), de l’infirmière Blanche dans Les Anneaux de Bicêtre (1976) aux côtés de Michel Bouquet, de Lucile Desmoulins dans la série Les Amours sous la Révolution (1977).
Claude Jade retrouve une grande popularité avec le feuilleton L'Île aux trente cercueils, réalisé en 1979 par Marcel Cravenne d’après l'adaptation du roman de Maurice Leblanc. Elle interprète le personnage central de l’histoire, Véronique d'Hergemont, lequel apparaît de façon presque continue dans l’intégralité des six épisodes (« En fait, sur les cinq mois qu'a duré le tournage, il n'y a eu qu’une seule journée où mon nom ne figurait pas au plan de travail »[réf. nécessaire]). L’histoire se déroule en 1917 pendant la Première Guerre mondiale. Ses recherches conduisent l'héroïne en Bretagne sur la piste de son père et de son fils qui, alors que tout le monde les croit morts, se sont réfugiés sur l’île de Sarek, plus connue dans la région comme l'« Île aux trente cercueils ». Dès son arrivée, le cauchemar commence : des messages énigmatiques, une prophétie effrayante, la terreur superstitieuse des habitants de l’île, des morts brutales…

### Moscou
Début 1980, Claude Jade, qui vient de terminer l'émission de télévision Antenne à Francis Perrin dans laquelle elle est sa partenaire pour des extraits de Jean de la Lune et d’On ne badine pas avec l'amour, rejoint son mari, le diplomate français Bernard Coste, muté à Moscou.
Peu de temps après son arrivée, le producteur français Georges Cheyko, qui est prêt à commencer le tournage d'un grand film, en coproduction avec les Russes, l’engage pour tourner dans Téhéran 43 des réalisateurs Alexandre Alov et Vladimir Naoumov ; c'est son premier film soviétique. Dans cette histoire d'espionnage complexe, elle joue Françoise, la jeune maîtresse d'un ancien espion travaillant pour les nazis. Le tournage dure onze mois et se déroule à New York, Paris, et aux studios Mosfilm de Moscou. Dans la distribution internationale, on retrouve entre autres Alain Delon et Curd Jürgens.
Le réalisateur Sergueï Ioutkevitch, apprenant que Claude Jade vit à Moscou, lui propose le rôle d’Inès Armand, la maîtresse de Lénine, dans son film Lénine à Paris. Le film est tourné à Moscou et à Paris. Ioutkevitch lui dédicace sa biographie par ces mots en français : « À une très grande actrice, Claude Jade avec l’admiration, très amicalement. S.Y. Paris-Moscou 1980. »[réf. nécessaire]
Pendant son séjour moscovite, elle n’en continue pas moins de revenir régulièrement en France pour tourner des téléfilms : Nous ne l'avons pas assez aimée (1980) dans lequel elle incarne Gisèle, une femme schizophrène ; La Grotte aux loups (1980) dans le rôle de Solange, institutrice et détective amateur ; Lise et Laura où elle est, à deux époques différentes, l’épouse de Michel Auclair. En 1981 au cinéma dans une comédie du réalisateur Michel Nerval, Le bahut va craquer, elle joue le rôle d’une professeur de philosophie un peu pimbêche aux côtés de Michel Galabru et Darry Cowl. L’année suivante, une réalisatrice allemande, Gabi Kubach, lui confie le rôle d’Evelyn, une jeune femme fragile et fantasque, qui s’éprend d'un Américain dans Rendez-vous in Paris. Le film est tourné en Tchécoslovaquie, dans les Sudètes et à Prague.
Elle accompagne également un groupe de Français, dont l’écrivain Georges Conchon et l’ancien ministre Georges Gorse, pour un voyage en Arménie.

### Nicosie
À l’été 1982, à l’issue de près de trois années passées à Moscou, son mari est nommé conseiller culturel à Nicosie (Chypre). C’est lors de cette période qu’elle tourne L'Honneur d'un capitaine de Pierre Schoendoerffer. En 1983, reprise par le théâtre (qu'elle n’a jamais abandonné), elle joue Les Exilés de James Joyce au théâtre des Célestins de Lyon, pièce mise en scène par Jean Meyer. En février 1984, elle revient en France afin de répéter la pièce Le Faiseur d'après Balzac, qu’elle crée quelques semaines plus tard (c'est sa cinquième et dernière pièce avec Jean Meyer aux Célestins de Lyon). Elle en profite pour rendre visite à François Truffaut, déjà très malade. « Il m’a paru très confiant ; ou était-ce une manière élégante de me cacher la vérité sur son état ? »[réf. nécessaire]. La même année, elle joue Marelle, une jeune femme recherchant son mari disparu, dans le film Une petite fille dans les tournesols de Bernard Férié, tourné à Auch dans le Gers et qui reçoit le prix de la Société des auteurs.
C'est à Nicosie qu’elle apprend, le 22 octobre 1984, la mort de François Truffaut : « La mort de François fut la première d'une longue liste d'êtres chers à mon cœur, et curieusement ma vie n’a plus été la même. »[réf. nécessaire] Invitée par Jeanne Moreau, elle se rend à Cannes pour l’hommage que le cinéma rend à Truffaut en 1985. Une grande partie des interprètes de ses films, parmi lesquels Delphine Seyrig, Brigitte Fossey, Bernadette Lafont, Fanny Ardant, Marie Dubois, Jacqueline Bisset, Catherine Deneuve, Jean-Pierre Léaud, Gérard Depardieu, Charles Denner, Charles Aznavour, Henri Garcin, Jean-Claude Brialy et Jean-Pierre Aumont, se retrouve sur la scène du palais des Festivals pour la projection du film de Claude de Givray, Vivement Truffaut, et pour une photo de famille.

### Retour en France
Fin 1985, après six années d’« exil » (« Je suis sûre que ma carrière en a pâti »[réf. nécessaire]), elle se réinstalle à Paris. À son retour, elle demeure active au théâtre comme à la télévision. Cependant, elle éprouve des difficultés à retrouver une place au cinéma. En 1986, René Féret lui offre le rôle ambigu d'Alice dans un film policier, L'Homme qui n'était pas là, aux côtés de Sabine Haudepin, Valérie Stroh, Georges Descrières et Jacques Dufilho. La même année, elle joue à Paris dans une pièce de Vladimir Volkoff, L’Interrogatoire, mise en scène par Christian Alers, le rôle de l’épouse d’un officier allemand dont les Américains veulent obtenir les aveux.
À la même période, Claude Jade est contactée par Daniel Cohn-Bendit (rencontré lors de l’« affaire Langlois » en 1968) qui s’intéresse à l'œuvre de François Truffaut et a le projet de réaliser un film avec les interprètes du cycle Doinel dans leur propre rôle[réf. nécessaire]. Le projet n'a pas de suite.
À l’été 1987, Claude Jade s'envole pour la Guadeloupe ; elle tourne avec le réalisateur d'origine iranienne Iradj Azimi Le Radeau de la Méduse, où elle joue le rôle de Reine Schmaltz, l'épouse du futur gouverneur du Sénégal, mondaine charmante et totalement inconsciente de la tragédie qui se joue. Le titre du film fait référence au célèbre tableau du peintre Géricault, la base du film ayant pour origine l'histoire vraie du naufrage de la frégate La Méduse en 1816, au large des côtes du Sénégal et des événements dramatiques qui suivirent. Le film rencontre presque autant de malheurs que son sujet : retards liés aux réglages des prises de vues, intempéries multiples (dont le célèbre cyclone Hugo) qui obligent à refaire les décors, problèmes de financement et de distribution qui retardent la sortie qui ne se fait finalement qu’en 1998.
Cette même année 1987, elle tourne dans le feuilleton Le Grand Secret de Jacques Trébouta, d’après un roman de René Barjavel et un scénario d’André Cayatte. Elle y incarne Suzan Frend, l’épouse mystérieuse de Claude Rich. Puis on pense la retrouver dans le film Qui sont mes juges ? d’André Thierry, où elle joue l'épouse d'un camionneur, interprété par le rugbyman Jean-Pierre Rives, mais le film n'est pas distribué et demeure inédit. Au printemps 1988, elle tourne dans le feuilleton en trente épisodes La Tête en l'air de Marlène Bertin, qui n’est diffusé qu’en 1993 ; elle y est Sylvie, une ancienne danseuse, mère d’une fille passionnée d’aviation (Valérie Karsenti). À la rentrée suivante, en 1988, elle est à l’affiche d’une pièce de théâtre, écrite par Catherine Decours pour le bicentenaire de la Révolution française, Régulus 93 ou la Véritable Histoire du citoyen Haudaudine, mise en scène par Jean-Luc Tardieu qui dirige l'Espace 44 à Nantes. Dans le rôle de la marquise de Bonchamps, elle y est entourée notamment de Bruno Pradal, Geneviève Fontanel, Liliane Sorval, Michel Le Royer et Michel Fortin.

### Années 1990 et 2000

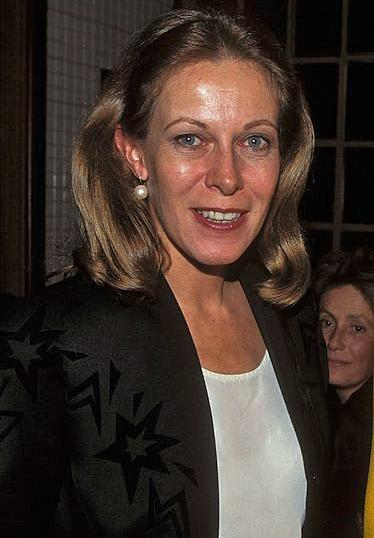
Claude Jade en février 1994.

En 1989, Claude Jade tourne le feuilleton Fleur bleue de Jean-Pierre Ronssin. La même année, le réalisateur Charles Bitsch (un ami de jeunesse de Truffaut) lui propose de jouer dans un épisode de la série V comme vengeance le rôle d’Agnès, ménagère mariée à un représentant (Roger Miremont). Puis, en 1990, elle tourne avec Stéphane Bertin L'Éternité devant soi ; enfin dans l'épisode Windows de la série américaine Le Voyageur, elle joue Monique, la voisine mystérieuse.
En 1991, elle incarne au cinéma Gabrielle Martin, la mère de Jules (Guillaume de Tonquédec) et femme trompée par son mari (Philippe Khorsand), dans Tableau d'honneur de Charles Nemes. La même année, elle joue une comédie de boulevard de Julien Vartet Un château au Portugal au studio des Champs-Élysées, mise en scène de Idriss. Le metteur en scène Jean Maisonnave l’engage en 1992 pour jouer à l’Athénéum de Dijon la pièce de Michel Vinaver Dissident, il va sans dire, qui met en scène, dans un immeuble à loyer modéré, Hélène et son fils drogué. Cette même année, elle joue au cinéma la lesbienne Caroline aux côtés de Michel Serrault et Corinne Le Poulain dans Bonsoir de Jean-Pierre Mocky.
Jean-Daniel Verhaeghe lui propose en 1993 le rôle de Madame des Grassins, mère empressée d'un des prétendants d'Eugènie Grandet d'après le roman de Balzac, avec Jean Carmet, Dominique Labourier, Bernard Haller… En 1994, elle est engagée par Jacques Richard dans Porté disparu. Après quelques séries (Navarro, Julie Lescaut…), elle joue en 1995 dans un téléfilm écrit d’après le dernier scénario de François Truffaut, Belle Époque de Gavin Millar.
À partir du milieu des années 1990, Claude Jade se fait plus rare sur les écrans, non par choix mais parce que les propositions et les engagements se font moins nombreux : « Quand j’ai débuté, j’ai eu tant de facilité, que je ne pensais pas qu'il pût y avoir des lendemains incertains. Ils existent bel et bien. »[réf. nécessaire] Elle connaît des périodes d’inactivité forcée, tant dans le cinéma qu’à la télévision ou au théâtre : « Pour une femme particulièrement, c’est un métier difficile, car, avec l’âge l'emploi change, et les beaux rôles se raréfient […]. Il faut pouvoir et savoir attendre qu'un metteur en scène fasse appel à vous […]. L’âge peut être un handicap… »
Elle profite du « creux de la vague » pour enregistrer des dramatiques radiophoniques et des contes pour enfants (elle s’y était déjà essayée en 1976), notamment sur France Culture, et faire des lectures publiques, à Paris et en Corse.
En 1997, elle joue Mme Marquis, veuve de la victime, dans un épisode de la série Inspecteur Moretti, Un enfant au soleil de Gilles Béhat. En 1998, dans la série policière Une femme d'honneur, elle joue Madeleine Trobert, la mère d'une jeune fille enlevée.
De 1998 à 2000, elle joue dans le très long feuilleton télévisé Cap des Pins créé par Nicolas Cohen, dont elle est l’héroïne principale, Anna Chantreuil, mariée à Gérard (Paul Barge). En 1999, elle joue dans un court métrage La Rampe de Santiago Otheguy pour le film à sketches Scénarios sur la drogue, le rôle d’une quinquagénaire souffrant de dépendance à l’alcool.
Jean Daniel Verhaeghe lui propose, en 2000, de tourner en République tchèque dans la mini-série Sans famille d’après Hector Malot, qu’il réalise pour les fêtes de Noël. En septembre 2001, elle remonte sur les planches à Paris, au Nouveau Théâtre Mouffetard, pour jouer le rôle de Marie Sodérini, dans Lorenzaccio, une conspiration en 1537 d'Henri Lazarini d'après Alfred de Musset. En 2003, elle tourne un court-métrage À San Remo de Julien Donada, puis quelques séries : La Crim' en 2004, Groupe flag en 2005 .
Après cinq ans d'absence, elle revient au théâtre en février 2006, dans une pièce de Jacques Rampal, Célimène et le Cardinal qu’elle interprète avec Patrick Préjean au théâtre du Lucernaire à Paris. Le Figaro du 8 mars 2006 écrit : « Claude Jade, qu’on est heureux de retrouver, est très bien en épouse provocatrice tout en finesse bouscule Patrick Préjean en serviteur de Dieu »[source insuffisante], et Marianne du 5 avril 2006 : « L’interprétation des excellents comédiens, Patrick Préjan et Claude Jade, donne à cette pièce résolument moderne, le cachet d’un grand classique. »[source insuffisante]

### Mort et hommages
Atteinte d’un cancer de la rétine (rétinoblastome), Claude Jade se voit obligée de porter une prothèse oculaire lors de la dernière représentation de Célimène et le Cardinal en août 2006. Elle est résolue à reprendre la pièce en 2007 lorsqu'elle meurt soudainement le 1er décembre 2006 de métastases hépatiques à l'âge de 58 ans. Ses obsèques ont lieu le 5 décembre en l’église réformée de l'oratoire du Louvre, rue Saint-Honoré, à Paris. Elle est ensuite incinérée au crématorium du cimetière du Père-Lachaise, puis ses cendres sont remises à la famille.
Renaud Donnedieu de Vabres, ministre de la Culture, salue « l’incarnation de l’élégance, de la simplicité et du charme à la française ». Selon ses propos, « elle reste en cela un exemple pour des générations de comédiens qui gardent l’envie de croire en ce fichu métier comme elle aimait l’appeler,. »
Véronique Cayla, directrice générale du Centre national de la cinématographie, témoigne : « C'est avec une grande tristesse que j'ai appris la disparition de Claude Jade. Grande et belle comédienne, elle a représenté, plus particulièrement dans les films de François Truffaut, qui l’avait découverte, la grâce discrète de la jeune femme française. Aujourd’hui je rends hommage à une comédienne à la douce luminosité, à une femme, qui a toujours gardé intacte sa lucidité sur son métier et je présente mes plus sincères condoléances à sa famille et à ses proches. »
Jacques Rampal, auteur de Célimène et le Cardinal, écrit : « Elle a fini sa vie sur scène… elle a fini en beauté, donnant une représentation remarquable, c’était le 8 août, c'était hier. [Claude Jade] n'était pas très à l’aise dans un milieu où il faut parfois jouer des coudes. [… Mais], elle n’était ni jalouse, ni amère. »[réf. nécessaire]
En juin 2013, le conseil municipal de Dijon, sa ville natale, donne son nom à une allée.

### Vie privée
Le 4 décembre 1972, Claude Jade épouse Bernard Coste, un diplomate français rencontré lors d’un déplacement à Rio au Brésil. Le couple a un fils, Pierre, né en 1976.

## Théâtre
- 1964 : L'École des femmes de Molière (Dijon) : Agnès
- 1967-1968 : Henri IV de Luigi Pirandello, mise en scène Sacha Pitoëff, théâtre Moderne : Frida
- 1971 : Je t'aime de Sacha Guitry, mise en scène Julien Bertheau : Elle (Denise)
- 1972 : Les Oiseaux de lune de Marcel Aymé, mise en scène André Barsacq : Sylvie
- 1974 : Il y a longtemps que je t'aime de Jacques Deval : Clarisse
- 1975 : La guerre de Troie n'aura pas lieu de Jean Giraudoux, mise en scène Jacques Mauclair, théâtre des Célestins : Hélène
- 1977 : Port-Royal d'Henry de Montherlant, mise en scène Jean Meyer, théâtre des Célestins : Françoise
- 1978 : Intermezzo de Jean Giraudoux, mise en scène Jean Meyer, théâtre des Célestins : Isabelle
- 1978 : Volpone de Jules Romains et de Stefan Zweig : Colomba
- 1980 : Britannicus de Racine, mise en scène Jean Meyer, théâtre des Célestins : Junie
- 1983 : Les Exilés de James Joyce, mise en scène Jean Meyer, théâtre des Célestins : Berthe
- 1984 : Le Faiseur d'Honoré de Balzac, mise en scène Jean Meyer, théâtre des Célestins : Adeline Mercadet
- 1986 : L'Interrogatoire de Vladimir Volkoff, mise en scène Jean-Paul Zehnacker : Ingeborg Schultze
- 1988 : Régulus 93 ou la Véritable Histoire du citoyen Haudaudine de Catherine Decours, mise en scène Jean-Luc Tardieu, Espace 44 Nantes : Marguerite de Bonchamps
- 1991 : Un château au Portugal de Julien Vartet mise en scène Idriss, studio des Champs-Élysées : Lucie Raboin
- 1992 : Dissident il va sans dire de Michel Vinaver mise en scène Jean Maisonnave, Athénéum, Dijon : Hélène
- 2001 : Lorenzaccio une conspiration en 1537 d'après Alfred de Musset et George Sand, mise en scène Henri Lazarini, théâtre Mouffetard : Marie Soderini
- 2006 : Célimène et le Cardinal de Jacques Rampal, mise en scène de l'auteur, théâtre du Lucernaire : Célimène

## Filmographie

### Cinéma

#### Longs métrages
- 1968 : Baisers volés de François Truffaut : Christine Darbon
- 1968 : Sous le signe de Monte-Cristo d'André Hunebelle : Linda
- 1968 : L'Étau (Topaz) d'Alfred Hitchcock : Michèle Picard
- 1969 : Le Témoin d'Anne Walter : Cécile
- 1969 : Mon oncle Benjamin d'Édouard Molinaro : Manette
- 1970 : Domicile conjugal de François Truffaut : Christine Doinel
- 1971 : Le Bateau sur l'herbe de Gérard Brach : Éléonore
- 1972 : Les Feux de la Chandeleur de Serge Korber : Laura Boursault
- 1973 : La Fête à Jules de Benoît Lamy : Claire
- 1973 : Number One de Gianni Buffardi : Sylvie Boisset
- 1973 : Meurtres à Rome (La ragazza di via Condotti) de Germán Lorente : Tiffany
- 1973 : Prêtres interdits de Denys de La Patellière : Françoise Bernardeau
- 1974 : Le Malin Plaisir de Bernard Toublanc-Michel : Julie
- 1975 : Maître Pygmalion de Hélène Durand et Jacques Nahum : Juliette
- 1975 : Trop c'est trop de Didier Kaminka : Patricia
- 1975 : Le Choix de Jacques Faber : Anne / Juliette
- 1976 : Le Cap du nord (北の岬, Kita no misaki) de Kei Kumai : Marie-Thérèse
- 1977 : Caresses bourgeoises (Una spirale di nebbia) d'Eriprando Visconti : Maria Teresa Sangermano
- 1978 : Le Pion de Christian Gion : Dominique Benech
- 1979 : L'Amour en fuite, de François Truffaut : Christine Doinel
- 1980 : Téhéran 43 (Тегеран-43) d'Alexandre Alov et Vladimir Naoumov : Françoise
- 1981 : Lénine à Paris (Ленин в Париже) de Sergueï Ioutkevitch : Inès Armand
- 1981 : Le bahut va craquer de Michel Nerval : Mlle Ferrand, la prof de philo
- 1982 : L'Honneur d'un capitaine de Pierre Schoendoerffer : l'avocate Valouin
- 1983 : Rendez-vous à Paris de Gabi Kubach : Évelyne Droste
- 1984 : Une petite fille dans les tournesols de Bernard Férie : Marelle
- 1986 : L'Homme qui n'était pas là de René Féret : Alice
- 1987 : Qui sont mes juges? d'André Thiery (inédit)
- 1992 : Tableau d'honneur de Charles Némès : Gabrielle Martin
- 1994 : Bonsoir de Jean-Pierre Mocky : Caroline Winberg
- 1998[n 7] : Le Radeau de la Méduse d'Iradj Azimi : Reine Schmaltz
- 1999 : Vénus Beauté (Institut) de Tonie Marshall : la cliente lesbienne
- 2006 : Célimène et le Cardinal de Jacques Rampal : Célimène (DVD et cinéma)

#### Courts métrages
- 1981 : Quelqu'un manque de Jean-Claude Messager
- 2000 : Scénarios sur la drogue : La Rampe de Santiago Otheguy
- 2003 : À San Remo de Julien Donada

### Télévision

#### Téléfilms
- 1968[n 8] : Le Crime de la rue de Chantilly de Guy Jorré : Mlle Lili
- 1969 : Le Songe d'une nuit d'été de Jean-Christophe Averty : Helena
- 1971 : Shéhérazade de Pierre Badel : Shéhérazade
- 1972 : La Mandragore de Philippe Arnal : Lucretia
- 1973 : Le Château perdu de François Chatel : Louise de la Vallière
- 1974[n 9] : Les Oiseaux de lune d'André Barsacq : Sylvie
- 1974 : Au théâtre ce soir : Il y a longtemps que je t'aime de Jacques Deval, mise en scène Raymond Gérôme, réalisation Georges Folgoas, théâtre Marigny : Clarisse
- 1975 : Mamie Rose de Pierre Goutas : Agathe Lapierre
- 1976 : Le Collectionneur de cerveaux ou Les Robots pensants de Michel Subiela : Penny Vanderwood
- 1976 : Les Anneaux de Bicêtre de Louis Grospierre : Blanche
- 1977 : Claude Jade lit Madame de Sévigné de Jacques Cornet : Mme de Sévigné
- 1977 : Ulysse est revenu de Jean Dewever : Athéna
- 1978 : Fou comme François de Gérard Chouchan : Luce
- 1978 : Au théâtre ce soir : Volpone de Ben Jonson, mise en scène Jean Meyer, réalisation Pierre Sabbagh, théâtre Marigny : Colomba
- 1979 : Antenne à Francis Perrin de Jean Kerchbron : Colombine / Marceline / Camille
- 1980 : La Grotte aux loups de Bernard Toublanc-Michel : Solange Lamy
- 1980 : Nous ne l'avons pas assez aimée de Patrick Antoine : Gisèle
- 1981 : Treize de Patrick Villechaize : Claire Mallois
- 1981 : Au bout du chemin de Daniel Martineau : la comédienne
- 1982 : Lise et Laura d'Henry Helman : Lise / Laura
- 1985 : Vivement Truffaut, documentaire de Claude de Givray : elle-même
- 1990 : Histoires d'amour : L'Éternité devant soi de Stéphane Bertin
- 1994 : Eugénie Grandet de Jean-Daniel Verhaeghe : Lucienne des Grassins
- 1995 : Porté disparu de Jacques Richard : Hélène
- 1997 : Un enfant au soleil de Gilles Béhat : Mme Marquis
- 2000 : Sans famille de Jean-Daniel Verhaeghe : Belle Dame

#### Séries télévisées
- 1967 : Les Oiseaux rares de Jean Dewever : Sylvie Massonneau
- 1969[n 10] : La Prunelle d'Edmond Tyborowski : Rosette
- 1970[n 10] : Allô Police : Liliane Fressoles (épisode Retour à l'envoyeur)
- 1970 : Mauregard de Claude de Givray : Françoise
- 1974 : Malaventure : Hélène (épisode Monsieur seul de Joseph Drimal)
- 1977 : Les Amours sous la Révolution de Jean-Paul Carrère : Lucile Desmoulins
- 1979 : L'Île aux trente cercueils de Marcel Cravenne : Véronique d'Hergemont
- 1981 : Commissaire Moulin : Isabelle Mencier (épisode L'Amie d'enfance de Jean Kerchbron)
- 1984 : Ma fille, mes femmes et moi de Pier Giuseppe Murgia : Barbara
- 1988 : Le Grand Secret de Jacques Trébouta : Suzan Frend
- 1990 : Le Voyageur : Monique (épisode Windows de René Manzor)
- 1990 : Fleur bleue de Jean-Pierre Ronssin : Jeanne Rodriguez
- 1992 : V comme vengeance : Agnès Jalamet (épisode Le Bonheur des autres de Charles Bitsch)
- 1993 : La Tête en l'air de Marlène Bertin : Sylvie Guyot
- 1994 : Navarro : Geneviève Marcillac (épisode Sentiments mortels)
- 1995 : Julie Lescaut : Estelle Toulouse (épisode Rumeurs de Marion Sarraut)
- 1995 : Belle Époque de Gavin Millar : la mère de Clèmence
- 1998 : Une femme d'honneur : Madeleine Trobert (épisode Mémoire perdue)
- 1998-2000 : Cap des Pins de Dominique Masson, Bernard Dumont et Emmanuel Fonlladosa : Anna Chantreuil
- 2004 : La Crim' : Armande de Montcourtet (épisode Le Secret)
- 2005 : Groupe flag : Emma Nazarov (épisode Vrai ou faux)

## Émissions radiophoniques (sélection)

### France-Culture
- 1997 : Mais qu'est-ce qu'on fait du violoncelle ? de Mateï Visniec, mise en ondes Myron Meerson
- 1997 : Les Rapapommes de Karine Mazoumian, mise en ondes Myron Meerson (contes pour enfants)
- 1997 : L'Abyssin de Jean-Christophe Ruffin, mise en ondes Myron Meerson
- 1998 : Histoires en liberté: La parapluie d'Yves Dantin, mise en ondes Myron Meerson
- 1999 : Condoléances ou Je suis là, chérie de Roland Zehm, mise en ondes Myron Meerson
- 1999 : « Marathon de lecture », œuvres d'auteurs du XXe siècle (diffusion du 31 décembre 1999 au 1er janvier 2000)
- 2001 : Bonjour, monsieur Hugo ; Bonjour, monsieur Dumas, mise en ondes Michel Sidoroff
- 2002 : Pot-Bouille d'Émile Zola, mise en ondes Myron Meerson (feuilleton)
- 2002 : Meurtres pour mémoire de Didier Daeninckx, mise en ondes Michel Sidoroff
- 2004 : Meurtre en famille de Martin Laurent, mise en ondes Michel Sidoroff
- 2004 : Le Journal d'Alphonse d'Élisabeth Butterfly et François Truffaut, mise en ondes Vanessa Vadjar

### Lectures publiques (2002-2003)
- Han d'Islande de Victor Hugo à la Bibliothèque Fesch d'Ajaccio
- Nouvelles d'Anton Tchekhov à Campbon
- La Petite Bijou de Patrick Modiano au Festival 18 (Paris)

## Écrits
- Claude Jade, Baisers envolés, Paris, Milan, coll. « Essais Documents », mars 2004, 447 p. (ISBN 978-2-7459-1241-1 et 2-7459-1241-0)[16] Autobiographie dans laquelle l'actrice retrace sa carrière et notamment ses rencontres avec Hitchcock, Molinaro, Brel, Mocky, etc. Elle s’attarde plus particulièrement sur François Truffaut dont elle divulgue de nombreuses lettres que celui-ci lui a écrites entre 1968 à 1984. (« Ce n'est finalement pas mal pour une jeune provinciale qui ne rêvait que de théâtre ! »)
- Claude Jade a écrit quelques chapitres dans Frenchie goes to Hollywood d'Henri Veyrier[17] et dans Hitchcock de Bruno Villien.

## Distinctions

### Décorations
- Chevalière de la Légion d'honneur (1997)
- Officière de l'ordre des Arts et des Lettres

### Récompenses
- Nuit du cinéma 1970 : prix de la révélation féminine[n 11]
- Hiboux d'or 1971 :  pour son interprétation dans Le Bateau sur l'herbe[18]
- Festival de Cannes 1975 : prix Orange[19]
- Festival international du film de Palm Beach 2000 : New Wave Award pour « son rôle innovateur dans le cinéma international »[n 12]
- Prix Reconnaissance des cinéphiles 2002 pour l'ensemble de sa carrière, décerné par l'association Souvenance de cinéphiles à Puget-Théniers (Alpes-Maritimes)